# ريتا أرنولد
ريتا أرنولد هي جاسوسة بلجيكية، ولدت في 1914 في فرانكفورت في ألمانيا، وتوفيت في 20 أغسطس 1943 في برلين في ألمانيا.